# 브란카 카티치
브란카 카티치(세르비아어: Бранка Катић, 1970년 1월 2일 ~ )는 세르비아의 배우이다.

## 출연 작품
- 더 로즈 낫 테이큰 (2020)
- 우먼 위드 어 브로큰 노즈 (2010)
- 빅 픽처 (2010)
- 퍼블릭 에너미 (2009)
- 브레이킹 앤 엔터링 (2006)
- 빅 러브 (2006)
- 어바웃 러브 (2004)
- 슈퍼마켓의 야고다 (2003)
- 텐 미니츠 - 첼로 (2002)
- 안네 프랑크 (2001)
- 웨이킹 더 데드 (2000)
- 7월에 (2000)
- 유로 스카페이스 (1998)
- 검은 고양이 흰 고양이 (1998)

### 텔레비전
- 더 파라다이스 (2013)